# Lavalantula
Lavalantula è un film televisivo del 2015, diretto da Mike Mendez ed interpretato da Steve Guttenberg, Nia Peeples, Patrick Renna e Ian Ziering. 
Spin-off della serie di film Sharknado, Lavalantula è stato trasmesso per la prima volta negli Stati Uniti il 25 luglio 2015 su Syfy.

## Trama
Dopo aver avuto una discussione con Darren, il suo regista, l'attore di A-List Colton West se ne va via in macchina. Mentre è in viaggio si verifica un terremoto e Colton vede le Santa Monica Mountains eruttare, lanciando bombe di lava intorno a lui. Un ragno sputa fuoco delle dimensioni di un uomo esce dalla macchina di fronte a lui. Colton, terrorizzato, fugge via. Arrivato a casa racconta alla moglie Olivia dei ragni giganti e le dice che devono andarsene. Poi prende il fucile e parte in macchina in cerca del figlio Wyatt.
Nel frattempo, Wyatt è in giro con i suoi amici Jordan, Eli e Travis. Quando sentono un'esplosione e vedono molto fumo in lontananza, i quattro adolescenti decidono di recarsi sul luogo per vedere cosa stia succedendo. Scoprono che la fonte dell'esplosione è una dolina, dalla quale fuoriescono ragni sputafuoco che iniziano ad attaccare le persone. Terrorizzati, gli adolescenti si rifugiano in un magazzino, ma Eli viene catturato ed ucciso da un ragno.
L'auto di Colton rimane danneggiata dalla lava; l'uomo è così costretto ad andare a piedi. Poco più lontano trova un autobus turistico pieno di persone e, dopo aver ingannato l'autista, lo ruba. Mentre guida, un ragno salta sull'autobus. Frena pesantemente e il ragno cade dalla parte anteriore del bus, dopo di che lo investe. La parte anteriore del tour bus inizia a dissolversi perché il sangue del ragno è acido. Colton ferma l'autobus e lo fa evacuare appena un attimo prima che esploda.
Scendendo dalla canna fumaria del camino, un ragno si introduce in casa di Olivia ma lei lo uccide sparandogli. Successivamente giunge l'esercito a salvarla.
Colton riceve un passaggio dall'amico Pirate Jack, uno stuntman cinematografico. L'auto di Jack si fora dopo aver colpito una vena lavica sulla strada. I ragni escono dalle doline e li inseguono in un museo. Al suo interno, i due incontrano uno scienziato che sta studiando i ragni e il vulcano. L'uomo scopre che i ragni sono stati sepolti nel magma milioni di anni fa e poiché sono diventati attivi, stanno ora causando le eruzioni vulcaniche. Secondo lo scienziato l'unico modo per fermarli è quello di eliminare il ragno regina.
Un ragno entra, attraverso una finestra, nel magazzino dove gli adolescenti si nascondono e cerca di attaccarli. Wyatt combatte il ragno con un estintore. La ragazza che è stata morsicata in precedenza, ha una crisi e muore. Quindi un sacco di piccoli ragni fuoriescono da lei mentre il suo corpo prende fuoco. I piccoli ragni attaccano quindi Travis, incendiandolo ed uccidendolo. Wyatt corre sul tetto del magazzino dove riceve un segnale telefonico ed invia la sua posizione al padre.
I ragni attaccano il camion dell'esercito sul quale si trova Olivia, la quale si nasconde sotto una coperta ignifuga mentre sputano fuoco nel camion. I soldati vengono tutti uccisi, Olivia riesce ad uccidere il ragno e poi guida il camion dell'esercito in cerca del marito.
Nel frattempo, i ragni irrompono nel museo. Jack viene ucciso, ma Colton riesce a scappare. Olivia trova Colton ed insieme si recano a salvare Wyatt. Il ragazzo, sul tetto del magazzino, viene attaccato da un ragno. Olivia e Colton arrivano in tempo ed investono il ragno con il camion dell'esercito. Colton si rende conto che l'azoto liquido può essere usato per combattere i ragni. I tre si recano quindi al negozio di effetti speciali, dove Colton trova i suoi colleghi cinematografici.
Colton ha in programma di uccidere il ragno regina con una bomba all'azoto liquido, realizzata usando oggetti del negozio di effetti speciali. Insieme con la sua troupe cinematografica raggiungono la camera sotterranea della regina, vi sganciano dentro le bombe e le fanno esplodere. Molti ragni escono dalle doline in superficie e la troupe cinematografica li abbatte tutti. Quindi, il ragno regina gigante viene in superficie. Usando un jet pack del set cinematografico, Colton vola in direzione del ragno regina e gli lancia una bomba all'azoto liquido in bocca uccidendola e salvando così la città.

## Accoglienza
Hellhorror ha assegnato al film una valutazione media di 6/10 alla data dell'11 giugno 2017. Wickedhorror ha assegnato al film una valutazione media del 5/10 alla data dell'11 giugno 2017.

## Citazioni cinematografiche
Nel film sono presenti diverse citazioni cinematografiche:
- In una scena viene menzionato R2-D2 di Guerre stellari (1977).
- La frase "Il mio nome è Olivia West. Sono la sola sopravvissuta." richiama la frase "Parla Ripley, unica superstite del Nostromo" del film Alien (1979).
- In una scena viene menzionato il Blue Oyster del film Scuola di polizia (1984).
- In una scena appare Ian Ziering, che dice di voler tanto aiutare Colton, ma che attualmente ha problemi con degli squali. Questo è un riferimento al film Sharknado (2013), di cui questo film è uno spin-off.
- In una scena una donna è vestita come Wonder Woman della serie televisiva omonima.
- In una scena un uomo è vestito come Jules Winnfield di Pulp Fiction (1994).
- In una scena un uomo con un cappello come quello di Indiana Jones è inseguito da una gigantesca palla. Questo è un riferimento al film I predatori dell'arca perduta (1981).

## Sequel
Un sequel intitolato 2 Lava 2 Lantula! è stato presentato in anteprima su Syfy il 6 agosto 2016. Alcuni membri del cast del film originale sono tornati, tra cui Steve Guttenburg, Marion Ramsey e Michael Winslow.